# Pyrex
Pyrexglas er et varemærke for borsilikatglas fremstillet af det amerikanske selskab Corning. På grund af sin lave varmeudvidelseskoefficient (3,3 ×10-6 / °C i området 20 °C – 300 °C ) er pyrexglas ikke kun anvendt til husholdningsbrug og laboratorieudstyr, men anvendes også i optisk udstyr for eksempel som spejle i spejlteleskoper.
Eugene C. Sullivan har været med i Corning fra begyndelsen af 20. århundrede, hvor borsilikatglas kaldte NONEX eller CNX (Corning nonexpansion glas) blev udviklet. Da det indeholdt bly, var det ikke egnet til fødevaresektoren. Sullivan og William C. Taylor udviklede det uden bly, og blev indført i 1915 under navnet pyrexglas . Pyrexglas fra Corning var en af de vigtigste produkter i under den store depression.
Før 1. Verdenskrig havde Jenaer Glas næsten monopol på laboratorieglasudstyr. Med udviklingen af Pyrexglas hos Corning blev konkurrencen øget.